# Гней Корнелій Лентул (консул 146 року до н. е.)
Гней Корнелій Лентул (190 — після 140 р. до н. е.) — політичний, державний і військовий діяч Римської республіки, консул 146 року до н. е.

## Життєпис
Походив з патриціанського роду Корнеліїв, його гілки Лентулів. Син Гнея Корнелія Лентула, консула 201 року до н. е. 
У 161 році до н. е. призначено послом до Птолемея VII Лагфда, володаря Кірени, де було заявлено про розрив союзу Рима з Птолемеєм VI, царем Єгипту.
У 149 році до н. е. став претором, а у 146 році до н. е. його обрано консулом разом з Луцієм Муммієм Ахаїком. Як провінцію він отримав Італію, тому весь час свого проконсульства провів у Римі, займаючись італійськими справами. Після 140 року до н. е. про діяльність Гнея Корнелія Лентула немає відомостей.

## Родина
- Гней Корнелій Лентул, консул 97 року до н. е.